# Al Moschetti
Albert Vincent Moschetti, detto Al (1º gennaio 1920 – Horseheads, 10 dicembre 2007), è stato un cestista statunitense, professionista nella NBL.

## Carriera
Giocò per una stagione nella NBL, disputando 24 partite con 5,0 punti di media.